# Gustav Vigeland
Gustav Adolf Vigeland, właśc. Adolf Gustav Thorsen (ur. 11 kwietnia 1869 w Mandal, zm. 12 marca 1943 w Oslo) – norweski rzeźbiarz, uczeń Rodina, zyskał renomę pod koniec XIX wieku jako twórca rzeźb symbolicznych i secesyjnych. Starszy brat Emanuela Vigelanda. Twórca medalu, wręczanego laureatom Pokojowej Nagrody Nobla.

## Życiorys
Studiował w Kristianii, Paryżu, Berlinie, Florencji, Rzymie, Neapolu. Był autorem popiersi i pomników znanych Skandynawów, m.in.: Henryka Ibsena, Knuta Hamsuna, Arne Garborga, Alfreda Nobla, Nielsa Henrika Abela, Camilli Collett.
W 1901 roku wygrał konkurs, zorganizowany przez powołany przez norweski parlament Komitet Noblowski i zaprojektował medal, wręczany do dziś laureatom Pokojowej Nagrody Nobla w Oslo. 
Ponad połowę życia Vigeland poświęcił realizacji swojej idée fixe – kompozycji rzeźbiarsko-ogrodowej w Parku Frogner (Frognerparken) w Oslo, którego częścią jest Park Vigelanda. Składa się ona z 212 rzeźb (przedstawiających łącznie prawie 600 postaci) wykonanych z kamienia i brązu. Początkiem koncepcji Vigelanda było złożone przez władze miasto zamówienie na projekt fontanny. Stopniowo projekt rozrastał się, obejmując figury wokół fontanny oraz rzeźby ozdabiające most łączący brzegi stawu w parku. Zwieńczeniem kompleksu parkowego jest Monolitten (Monolit) – ogromna kolumna zbudowana ze 121 postaci nagich ludzi.
Prace nad kompleksem parkowym rozpoczęły się w 1907 r., a trwały aż do końca lat 40. i były kontynuowane po śmierci artysty. Gustav Vigeland był projektantem rzeźb umieszczonych w parku, natomiast wszystkie prace rzeźbiarskie wykonywał zatrudniony przez niego zespół kamieniarzy, odlewników i kowali.